# Ciudades de Filipinas

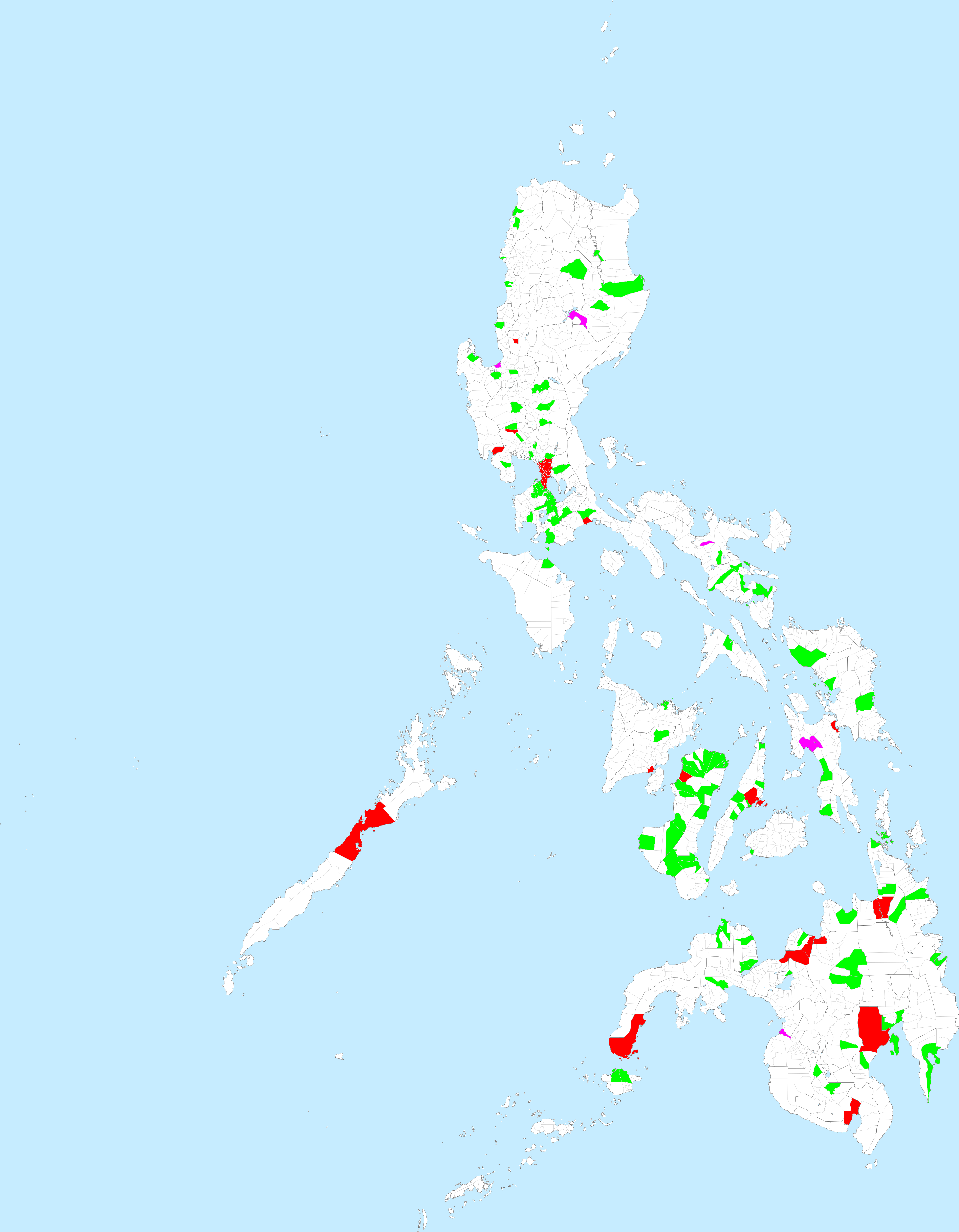
Ciudades altamente urbanizadas
Ciudades componentes independientes
Ciudades componentes
Municipios

El Código de Gobierno Local de 1991  clasifica  las ciudades de Filipinas en una de tres siguientes categorías:

## Ciudades altamente urbanizadas (CAU)
Son ciudades altamente urbanizadas (Highly Urbanized Cities o HUC en inglés y "CAU" en español) las que cumplan estos dos requisitos: población superior a los doscientos mil (200.000) habitantes y presupuesto superior a los quinientos millones (500.000.000) de pesos.
Este grupo lo forman un total de 35 ciudades, 16 de las cuales están ubicadas en Metro Manila o Gran Manila.
| - Ángeles - Bacólod - Baguio - Butuan - Cabanatuan - Cagayán de Oro - Caloocan - Cebú | - Dávao - General Santos - Iligan - Iloilo - Lapu-Lapu - Las Piñas - Lucena - Makati - Malabon | - Mandaluyong - Mandaue - Manila - Marikina - Muntinlupa - Navotas - Olongapo - Parañaque - Pasay | - Pásig - Puerto Princesa - Quezon City - San Juan - Tacloban - Taguig - Valenzuela - Zamboanga |  |

## Ciudades componentes independientes (CCI)
Este grupo de ciudades componentes independientes (Independent Component Cities o "ICC" en inglés y "CCI" en español) gozan de una administración independiente de la provincia donde se ubican.
Para formar parte de este grupo deben cumplir dos requisitos: población superior a los ciento cincuenta mil (150.000) habitantes y presupuesto superior a los trescientos cincuenta millones (350.000.000) de pesos.
Son cinco:
- Cotabato
- Dagupan
- Naga
- Ormoc
- Santiago

## Ciudades componentes
Aquellas otras ciudades que no cumplan los requisitos anteriores se consideran parte de la provincia en la que están ubicados geográficamente.
Si  se encuentra a lo largo de las fronteras de dos (2) o más provincias, se considerará parte de la provincia de la que solía ser un municipio.
| - Alaminos - Antipolo - Bacoor - Bago - Bais - Balanga - Batac - Batangas - Bayawan - Baybay - Bayugan - Biñan - Bislig - Bogo | - Borongan - Cabadbaran - Cabuyao - Cádiz - Calamba - Calapan - Calbayog - Candon - Canlaon - Carcar - Catbalogan - Cauayan - Cavite | - Danao - Dapitan - Dasmariñas - Digos - Dipolog - Dumaguete - El Salvador - Escalante - Gapán - Gingoog - Guihulngan - Himamaylan - Ilagan | - Imus - Iriga - Isabela - Kabankalan - Kidapawan - Koronadal - La Carlota - Lamitan - Laoag - Legazpi - Ligao - Lipa - Maasin | - Mabalacat - Malaybalay - Malolos - Marawi - Masbate - Mati - Meycauayan - Muñoz - Naga - Oroquieta - Ozamiz - Pagadian - Palayán | - Panabo - Passi - Roxas - Sagay - Samal - San Carlos - San Fernando - San Fernando - San José de Casignan - San José del Monte - San Pedro - Santa Rosa - Silay | - Sipalay - Sorsogon - Surigao - Tabaco - Tabuk - Tacurong - Tagaytay - Tagbilaran - Tagum - Talísay - Tanauan - Tandag - Tangub | - Tanjay - Tarlac - Tayabas - Toledo - Trece Mártires - Tuguegarao - Urdaneta - Valencia - Victorias - Vigan |  |